# Mika Immonen
Mika Immonen (* 17. Dezember 1972 in Paddington, London, England) ist ein finnischer Poolbillardspieler.

## Karriere
Seine ersten großen Erfolge waren im Jahr 1998 der Gewinn der Europameisterschaft im 14 und 1 endlos und 2001 die WM im 9-Ball.
Auch bei den prestigeträchtigen US Open im 9-Ball erreichte er 2001 das Finale, musste sich jedoch hier Corey Deuel geschlagen geben. Bei der ersten WM im 14 und 1 endlos 2006 erreichte er das Halbfinale. Gemeinsam mit Markus Juva zog er 2007 ins Finale des 2. World Cup of Pool ein, verlor dann jedoch gegen das Team China.
2008 erreichte Immonen Platz zwei der World Pool Masters, da er das Finale gegen Alex Pagulayan verlor. Bei der ersten offiziellen 10-Ball WM 2008 erreichte er das Viertelfinale. Im Oktober gewann er schließlich erstmals die US Open im 9-Ball, nachdem er 2001 schon einmal im Finale stand.
Ein weiterer großer Erfolg seiner Karriere sind derzeit drei Turniersiege bei der Euro-Tour. Dazu kommen Siege bei kleineren Turnieren wie beispielsweise den Florida Predator Open (2002), Philippinen Open (2003) und den Atlanta Open (2004).
2008 und 2009 gewann er dann jeweils die US Open im 9-Ball und ist somit der erste nicht-amerikanische Spieler, der dieses Turnier mehr als ein Mal gewinnen konnte und nach Nick Varner (1989 & 1990) auch erst der zweite Spieler, dem ein Turniersieg zweimal in Folge gelang. Als weiteren großen Erfolg seiner Karriere konnte er 2009 zudem den Gewinn der WPA-10-Ball-WM feiern. Im Januar 2016 gewann er durch einen 13:2-Sieg im Finale gegen Erik Hjorleifson das Turning Stone Classic.
2012 gewann er gemeinsam mit Petri Makkonen den World Cup of Pool im Finale gegen die Polen Karol Skowerski und Wojciech Szewczyk. 2013 und 2014 schieden sie im Halbfinale aus, 2015 im Viertelfinale.
Er war bislang 15-mal Teil des europäischen Teams beim Mosconi Cup, zuletzt im Jahre 2013. 2003 und 2008 wurde er zudem als MVP ausgezeichnet. Sein Spitzname in der Billardszene ist The Ice Man.

## Auszeichnungen
2014 wurde Immonen in  die Hall of Fame des Billiard Congress of America als erster finnischer Spieler aufgenommen.